# 田阳粤东会馆
田阳粤东会馆，位于中国广西壮族自治区田阳县田州镇隆平村牌楼屯，为一个省级文物保护单位，类型为古建筑，为第六批广西壮族自治区文物保护单位，公布时间为2009年5月4日。
田阳粤东会馆的历史年代为清。